# 德米特罗·日维茨基
德米特罗·奧萊克西約维奇·日维茨基（羅馬化：Dmytro Oleksiiovych Zhyvytskyi；1982年9月17日—），乌克兰政治人物、商人。其自2021年6月25日起担任苏梅州州长，2023年1月24日，乌克兰政府批准了其递交的辞呈，并解除了其苏梅州州长的职务。他还曾担任过乌克兰基础设施部副部长。